# Kinh tế California
Nền kinh tế California là lớn nhất trong số các tiểu bang của Hoa Kỳ, tổng sản phẩm nội địa đạt 3 nghìn tỷ USD vào năm 2018. Nếu là một quốc gia độc lập, California sẽ là nền kinh tế đứng thứ 5 thế giới. California là nơi có nhiều công ty có giá trị nhất thế giới, bao gồm Apple, Alphabet Inc., và Facebook.
Những lĩnh vực then chốt bao gồm nông nghiệp, khoa học và công nghệ, thương mại, truyền thông, du lịch. Đa số các hoạt động kinh tế diễn ra ở các thành phố ven biển, trong khi đó vùng nội địa chủ yếu tập trung cho nông nghiệp. Khu vực kinh tế mạnh nhất là vùng lòng chảo Los Angeles, nơi tập trung vào dịch vụ du lịch, truyền thông, thương mại, và San Francisco, nơi công nghệ, thương mại và du lịch là các ngành công nghiệp chính. Vì tính chất là một bang giáp biển nên đây là nơi trao đổi hàng hóa quan trọng ở Hoa Kỳ.

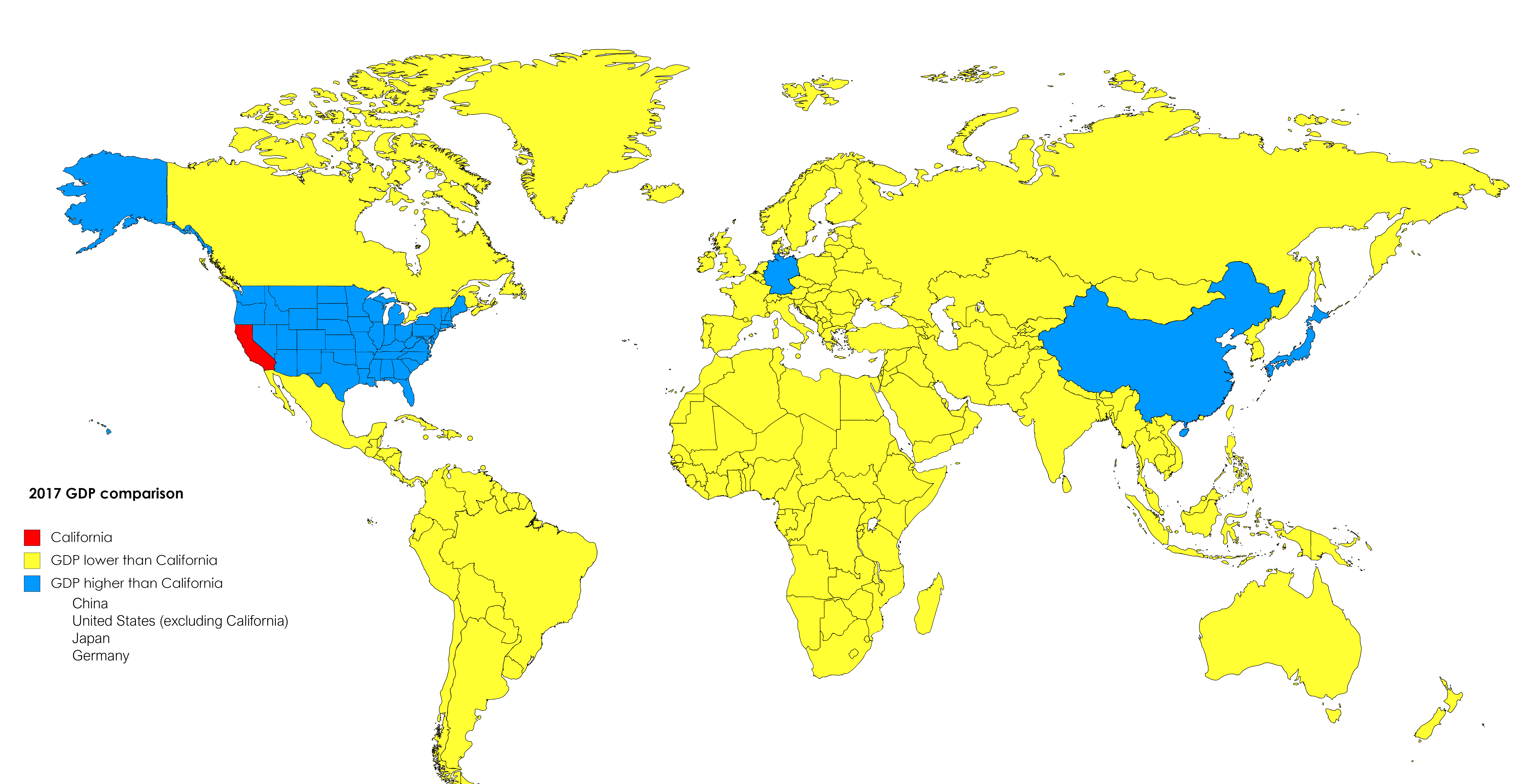
GDP bang California năm 2017 so sánh với các quốc gia khác. Màu xanh dương chỉ các quốc gia có GDP lớn hơn California, màu vàng chỉ các quốc gia có GDP nhỏ

## Thu nhập
Nông nghiệp (bao gồm sản phẩm rau, củ, quả, trái cây, bơ và rượu) là ngành kinh tế quan trọng của tiểu bang. Năm 2004, nông nghiệp đem về 31,8 tỉ đô la, tạo ra giá trị hơn gấp đôi so với ngành nông nghiệp các bang khác. Vì thế, California là một trong năm khu vực cung cấp lương thực và nông sản lớn nhất trên thế giới. Ngành nông nghiệp chỉ chiếm khoảng trên 2% GDP của California (1550 tỷ đô la).

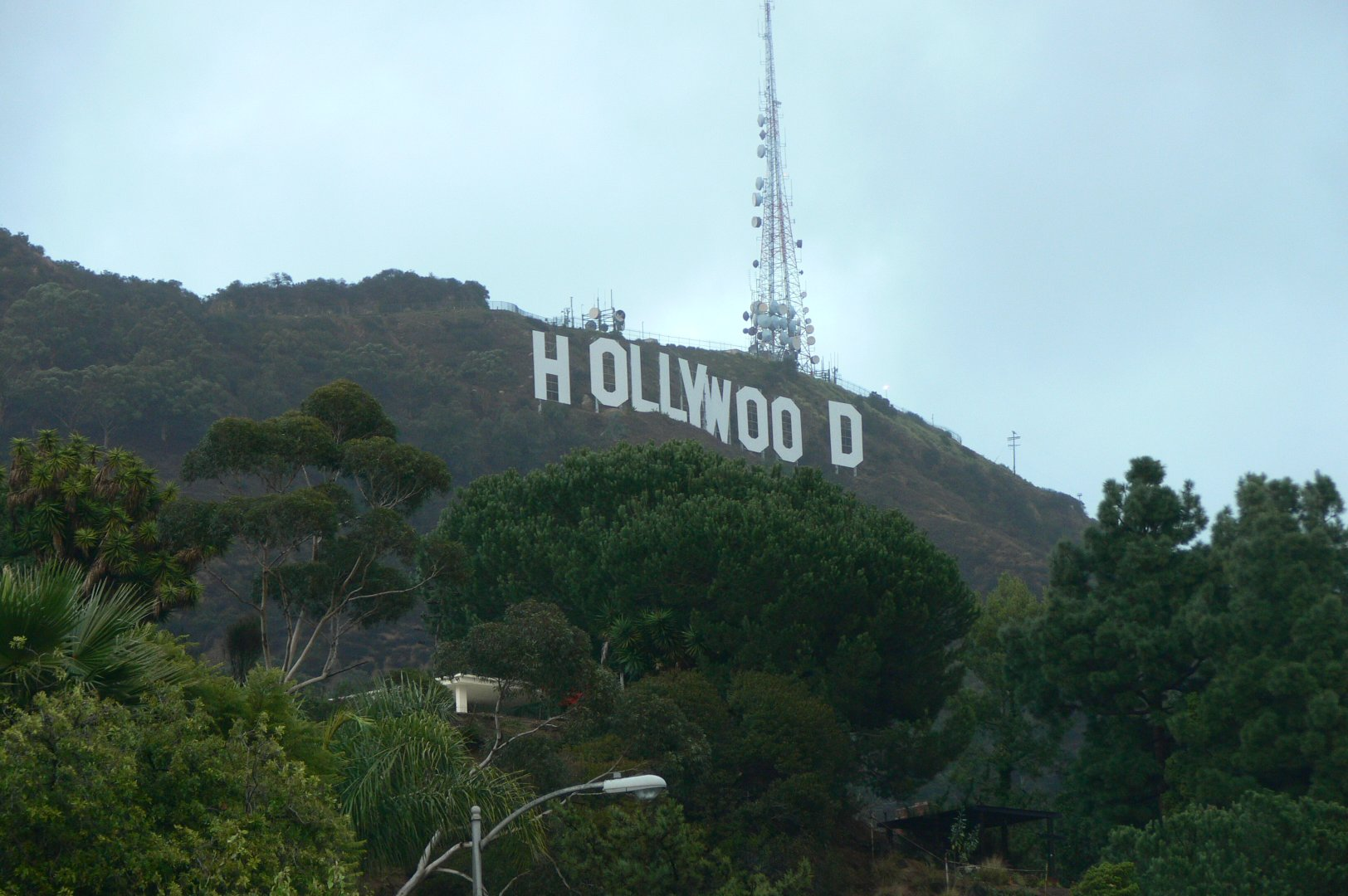
Hollywood là biểu tượng quen thuộc trong ngành công nghiệp giải trí khổng lồ ở tiểu bang California

Những ngành kinh tế quan trọng khác bao gồm:
- Công nghệ vũ trụ
- Giải trí, trước hết là lĩnh vực truyền hình với thị phần lớn, dù gặp sự cạnh tranh gay gắt của rất nhiều bộ phim điện ảnh làm tại đây
- Ngành công nghệ cao như: phần cứng máy tính và phần mềm, ngành khai mỏ như khai thác quặng borax.

Mặt khác, ngành du lịch cũng đem lại khoản thu rất lớn cho bang. Tổng giá trị xuất khẩu là 94 tỉ USD trong năm 2003. Gần 40 tỉ trong số đó là các sản phẩm máy tính và điện tử, theo sau là ngành nông nghiệp, máy cơ khí, giao thông vận tải, và hóa học. Tổng số tiền mà khách du lịch tiêu xài, mua sắm tại California lên đến 82,5 tỉ USD (2004), tăng trên 7,4% so với năm kế trước. Thành phố Los Angeles là điểm du lịch thu hút khách nhiều nhất.
Thời kỳ trước, nền kinh tế California chịu sự phụ thuộc vào các công ty lớn như Công ty đường sắt Nam Thái Bình Dương, Standard Oil of California và Pacific Gas and Electric Company.

## California nếu là một quốc gia độc lập

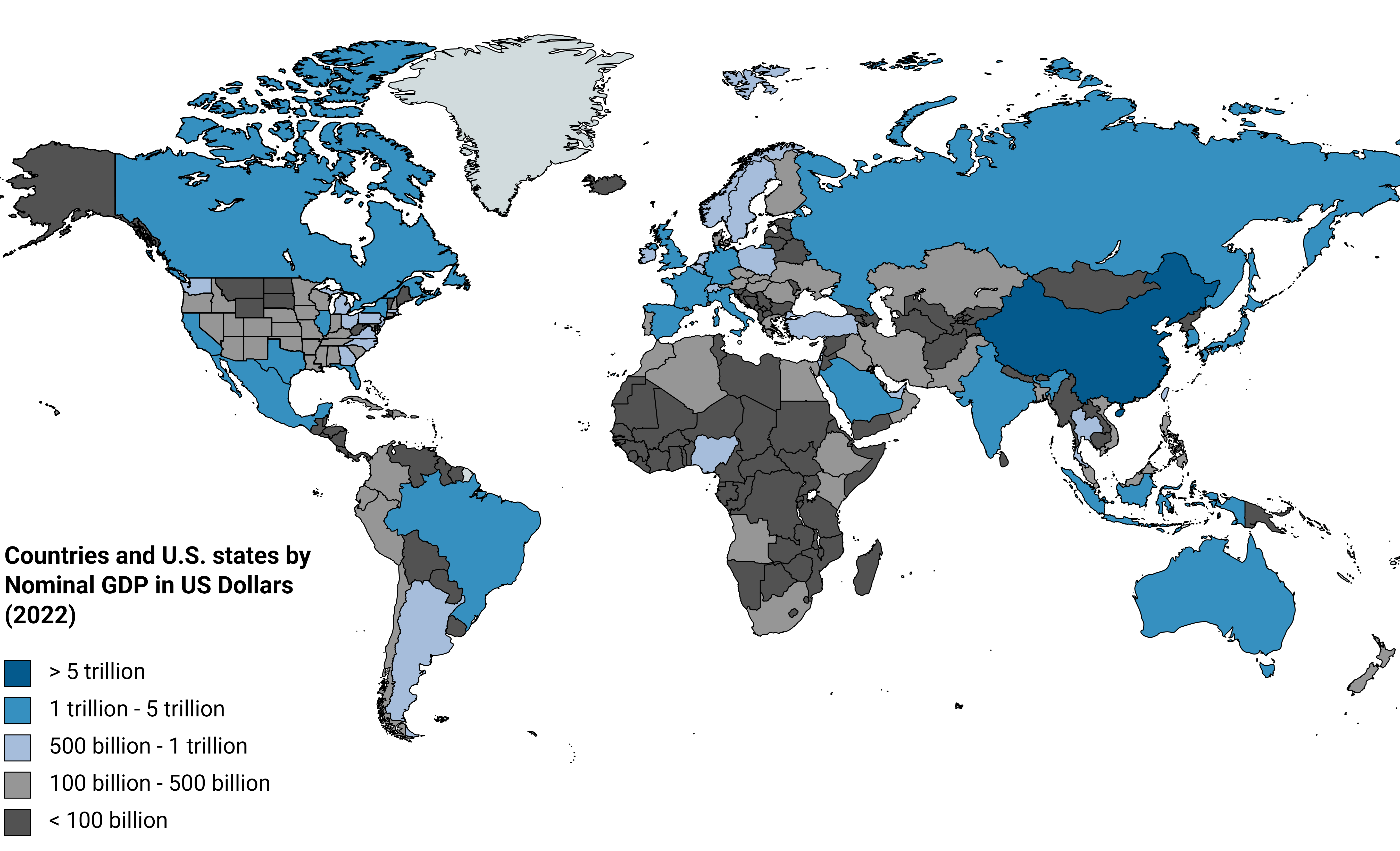
California có GDP tương đương với các nước như Tây Ban Nha, Italy và Trung Quốc (đúng nguyên bản của bộ Tài chính)

Xem thêm So sánh giữa các bang của Mỹ với các nước khác theo GDP
Kinh tế California thường được đem ra so sánh với các nước khác nếu là một quốc gia độc lập. Con số thống kê có thể chênh lệch khác nhau (nhưng thường vị trí nền kinh tế California đứng từ hạng 6 đến 10), tuỳ thuộc vào nguồn tham khảo.
Nó được xét trên 2 phương diện:
1. xác định dựa trên tổng sản phẩm tiểu bang
2. xác định dựa trên tổng sản phẩm quốc nội (GDP) với các nước khác

### Tổng sản phẩm của California
Theo sở tài chính bang California, tổng sản phẩm quốc dân ở California là 1.543 nghìn tỉ USD.
Theo cục thống kê kinh tế liên bang, tổng sản phẩm quốc dân ở California là 1.543 nghìn tỉ USD (số liệu năm 2004, xét lại vào tháng 1 năm 2005).
Theo văn phòng phân tích lập pháp bang California, "tổng sản phẩm quốc dân ở California là gần 1.5 tỉ USD..." ("Sản phẩm năm 2003", xem tiếp năm 2004).

### Xếp hạng từ nhiều nguồn khác nhau
| Theo sách The World Factbook xuất bản bởi CIA, nếu California là một quốc gia độc lập, nó sẽ nằm trong mười nước có nền kinh tế lớn nhất thế giới " năm 2005.                                             | | Theo văn phòng phân tích lập pháp bang California, nếu California là một quốc gia độc lập, nó sẽ nằm trong sáu nước có nền kinh tế lớn nhất thế giới".                                                                      |  | Theo Sở Tài chính bang California (California Department of Finance), nếu California là một quốc gia độc lập, nó sẽ nằm trong bảy nước có nền kinh tế lớn nhất thế giới ". |
| Xếp hạng: 1. Toàn thể Kinh tế Hoa Kỳ 2. Trung Quốc 3. Nhật 4. Ấn Độ 5. Đức 6. Anh 7. Pháp 8. Ý 9. Nga 10. California 11. Brazil 12. Canada 13. Mexico 14. Tây Ban Nha 15. Hàn Quốc (số ước tính năm 2005) | Xếp hạng: 1. Toàn thể Kinh tế Hoa Kỳ 2. Nhật 3. Đức 4. Anh 5. Pháp 6. California 7. Ý 8. Trung Quốc 9. Canada 10. Tây Ban Nha (Số liệu năm 2004) | Xếp hạng: 1. Toàn thể Kinh tế Hoa Kỳ 2. Nhật 3. Đức 4. Anh 5. Pháp 6. Ý 7. California 8. Trung Quốc (không tính Hồng Kông) 9. Tây Ban Nha 10. Canada 11. Mexico 12. Hàn Quốc 13. Ấn Độ 14. Úc 15. Hà Lan (Số liệu năm 2003) |  | |

## GDP
California chiếm khoảng 17% tổng sản phẩm nội địa (GDP) của Mỹ. Tổng GDP toàn bang khoảng 1500 tỉ USD (số liệu 2004).
Tốc độ tăng trưởng GDP trong quý một năm 2005 là 3,1%.

## Thu nhập bình quân trên đầu người
Thu nhập bình quân trên đầu người là 33403 USD (năm 2003), đứng thứ 12 cả nước. Tuy vậy, có sự chênh lệch lớn giữa các khu vực địa lý và ngành nghề. Central Valley là nơi có thu nhập bình quân chênh lệch nhất, người lao động nhập cư nhận được mức lương còn thấp hơn cả thu nhập tối thiểu của tiểu bang. Trong khi một số thành phố ven biển là những nơi có thu nhập bình quân cao nhất trong liên bang Mỹ, đặc biệt là San Francisco và quận Marin, những vùng phi nông nghiệp nằm ở trung tâm có tỷ lệ số người nghèo cao nhất nước Mỹ. Còn tại các khu công nghệ cao ở Bắc California, đặc biệt thung lũng Silicon, ở các quận Santa Clara và quận San Mateo, đang nổi lên nhiều vấn đề do khủng hoảng kinh tế, sau khi vỡ bong bóng thị trường chứng khoán, làm mất khoảng trên 250.000 việc làm tại Bắc California. Gần đây (mùa xuân 2005) theo điều tra kinh tế, tiểu bang California đã có dấu hiệu tăng trưởng trở lại, mặc dù vẫn còn thấp dưới mức tăng trưởng dự báo 3.9%. Sự tăng vọt giá nhà đất ngày càng rõ ràng ở California, với mức giá bình quân tăng vọt lên khoảng nửa triệu đôla thời điểm tháng 4 năm 2005.

## Gánh nặng thuế
California có mức thuế trung bình khoảng $10.66 trên $100 thu nhập cá nhân, và cao nhất so với bình quân toàn liên bang ($10.43).

## Nhà ở
Giá nhà đất ở California ngày càng tăng mạnh, với 1 căn nhà khoảng nửa triệu đôla (tháng 4 năm 2005). Quận Cam, Quận Ventura và San Francisco Bay Area có mức giá nhà cao nhất khoảng $650.000 đôla. Nơi thấp nhất là vùng Central Valley, khoảng $290.000.

## 25 nơi giàu nhất California

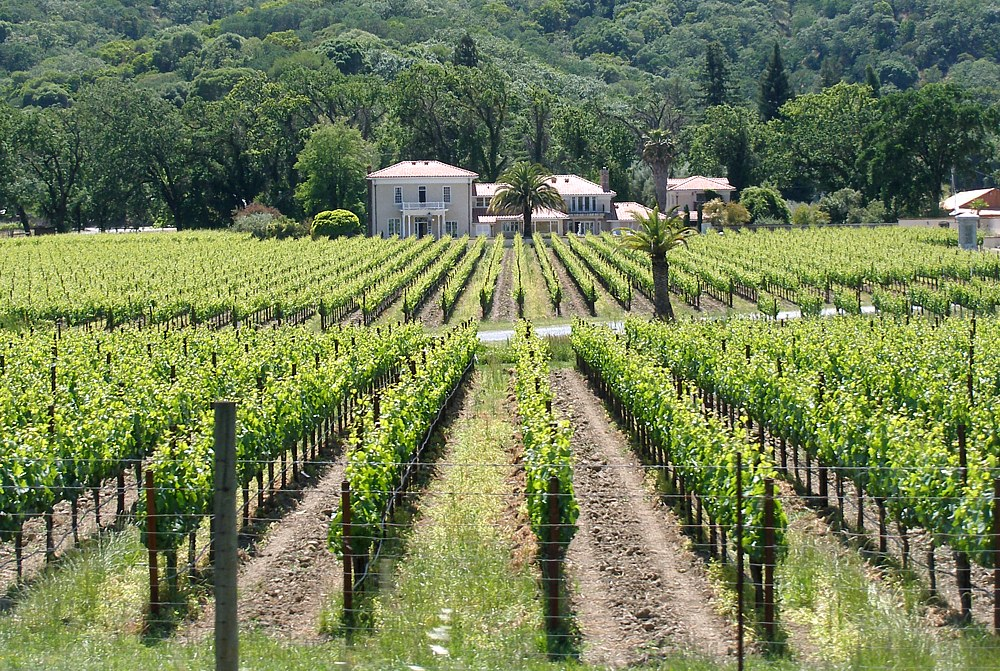
Vineyards, một nơi ở Hạt Mendocino, đóng góp quan trọng cho nền kinh tế tiểu bang

Các Thành phố California là một trong những nơi giàu có nhất trên hành tinh. Dưới đây là danh sách xếp theo thu nhập bình quân:
1. Belvedere, California – Quận Marin – $113.595
2. Rancho Santa Fe, California – Quận San Diego – $113.132
3. Atherton, California – Quận San Mateo – $112.408
4. Rolling Hills, California – Quận Los Angeles – $111.031
5. Woodside, California – Quận San Mateo – $104.667
6. Portola Valley, California – Quận San Mateo – $99.621
7. Newport Coast, California – Quận Cam – $98.770
8. Hillsborough, California – Quận San Mateo – $98.643
9. Diablo, California – Quận Contra Costa – $95.419
10. Fairbanks Ranch, California – Quận San Diego – $94.150
11. Hidden Hills, California – Quận Los Angeles – $94.096
12. Los Altos Hills, California – Quận Santa Clara – $92.840
13. Tiburon, California – Quận Marin – $85.966
14. Sausalito, California – Quận Marin – $81.040
15. Monte Sereno, California – Quận Santa Clara – $76.577
16. Indian Wells, California – Quận Riverside $76.187
17. Malibu, California – Quận Los Angeles – $74.336
18. Del Monte Forest, California – Quận Monterey – $70.609
19. Piedmont, California – Quận Alameda – $70.539
20. Montecito, California – Quận Santa Barbara – $70.077
21. Palos Verdes Estates, California – Quận Los Angeles – $69.040
22. Emerald Lake Hills, California – Quận San Mateo – $68.966
23. Loyola, California – Quận Santa Clara – $68.730
24. Blackhawk-Camino Tassajara, California – Quận Contra Costa – $66.972
25. Los Altos, California – Quận Santa Clara – $66.776

Xem Danh sách các vùng của California xếp theo thu nhập bình quân

## 30 nơi nghèo nhất California
Tiểu bang California cũng là nơi có sự chênh lệch giàu nghèo ngày càng tăng, nhiều nơi có thu nhập thấp nhất ở thế giới phương Tây. Đây danh sách xếp theo thu nhập bình quân thấp nhất:
1076 Tobin, California – Quận Plumas – $2.584 
 
1075 Belden, California – Quận Plumas – $3.141 
 
1074 East Orosi, California – Quận Tulare – $4.984 
 
1073 London, California – Quận Tulare – $5.632 
 
1072 Cantua Creek, California – Quận Fresno – $5.693 
 
1071 Indian Falls, California – Quận Plumas – $5.936 
 
1070 Westley, California – Quận Stanislaus – $6.137 
 
1069 Cutler, California – Quận Tulare – $6.254 
 
1068 Mecca, California – Quận Riverside – $6.389 
 
1067 Richgrove, California – Quận Tulare – $6.415 
 
1066 San Joaquin, California – Quận Fresno – $6.607 
 
1065 Woodville, California – Quận Tulare – $6.824 
 
1064 Kennedy, California – Quận San Joaquin $6.876 
 
1063 Mettler, California – Quận Kern – $6.919 
 
1062 Mendota, California – Quận Fresno – $6.967 
 
1061 Terra Bella, California – Quận Tulare – $7.034 
 
1060 Parlier, California – Quận Fresno -$7.078 
 
1059 Orange Cove, California – Quận Fresno – $7.126 
 
1058 Parksdale, California – Quận Madera – $7.129 
 
1057 Earlimart, California – Quận Tulare – $7.169 
 
1056 South Dos Palos, California – Quận Merced – $7.170 
 
1055 Winterhaven, California – Quận Imperial – $7.220 
 
1054 Shackelford, California – Quận Stanislaus – $7.250 
 
1053 Palo Verde, California – Quận Imperial – $7.275 
 
1052 Biola, California – Quận Fresno – $7.375 
 
1051 Kettleman City, California Quận Kings – $7.389 
 
1050 Arvin, California – Quận Kern – $7.408 
 
1049 Coachella, California – Quận Riverside – $7.416 
 
1048 Bret Harte, California – Quận Stanislaus – $7.481 
 
1047 Traver, California – Quận Tulare – $7.642